# Ted Linow
Pour les articles homonymes, voir Linow.
Ted Linow (né en 1959 à Hambourg) est un agent de mannequins allemand.

## Biographie
Ted Linow grandit à Hambourg. On[Qui ?] le destine à être entrepreneur en bâtiment et reprendre l'entreprise de son père. Il fait d'abord un apprentissage de verrier d'art puis étudie la gestion d'entreprise. Il se consacre aux rollers, devient champion de Hambourg puis prend la troisième place de la Coupe d'Europe.
Il finance ses études en tant que mannequin. Il obtient ainsi des contacts dans le monde de la mode. Il fonde d'abord la société Fashion Show. Il conçoit des défilés de mode et gère la musique, la danse et la mode en tant que directeur de défilé et chorégraphe pour des clients tels que Karl Lagerfeld, Oscar de la Renta ou Otto Group.
En 1991, il fonde Mega Model Agency avec Linda Naujok, qu'il dirige toujours aujourd'hui. Il découvre et gère des mannequins tels que Christina Kruse, Teresa Lourenco, Rainer Meifert, Tatjana Patitz, Naomi Campbell, Eva Herzigova, Toni Garrn, Marcus Schenkenberg, Lars Burmeister, Hartje Andresen, Anna Ermakowa…
À l'automne 2016, il est membre du jury de l'émission de casting de mannequins Curvy Supermodel – Echt. Schön. Kurvig sur RTL II, en compagnie du créateur de mode Harald Glööckler, la danseuse Motsi Mabuse et la mannequin Angelina Kirsch. La gagnante, Céline Denefleh, obtient un contrat avec son agence.